# Kaiserhymne
De Kaiserhymne was het volkslied van het keizerrijk Oostenrijk en vervolgens van Oostenrijk-Hongarije. Het keizerrijk was een van de eerste naties die een volkslied instelden. 
Het keizerlijke volkslied werd ingesteld in 1795 tijdens de napoleontische oorlogen. De opdrachtgever was de Weense gouverneur Franz Joseph graaf Saurau, die het moreel van de Oostenrijkse troepen in de oorlog tegen de Fransen wilde verbeteren. Op 12 februari 1797, de verjaardag van keizer Frans II, werd het lied voor het eerst gespeeld. Het werd bijzonder populair en werd vertaald in alle veertien in het rijk geldende talen.
De melodie, tegenwoordig die van het Duitse volkslied, is van Joseph Haydn, die het als melodie voor zangstem met pianobegeleiding schreef. Later gebruikte hij de melodie in het langzame deel van zijn zogenaamde Kaiserkwartet.

## 1797-1835
Tekst door Lorenz Leopold Haschka.
Gott erhalte Franz den Kaiser,

Unsern guten Kaiser Franz,

Hoch als Herrscher, hoch als Weiser,

Steht er in des Ruhmes Glanz;

Liebe windet Lorbeerreiser

Ihm zum ewig grünen Kranz.

Gott erhalte Franz den Kaiser,

Unsern guten Kaiser Franz!

Gott erhalte Franz den Kaiser,

Unsern guten Kaiser Franz!
Über blühende Gefilde

Reicht sein Zepter weit und breit;

Säulen seines Throns sind milde,

Biedersinn und Redlichkeit,

Und von seinem Wappenschilde

Strahlet die Gerechtigkeit.

Gott erhalte Franz den Kaiser,

Unsern guten Kaiser Franz!

Gott erhalte Franz den Kaiser,

Unsern guten Kaiser Franz!
Sich mit Tugenden zu schmücken,

Achtet er der Sorgen werth,

Nicht um Völker zu erdrücken

Flammt in seiner Hand das Schwert:

Sie zu segnen, zu beglücken,

Ist der Preis, den er begehrt,

Gott erhalte Franz den Kaiser,

Unsern guten Kaiser Franz!

Gott erhalte Franz den Kaiser,

Unsern guten Kaiser Franz!
Er zerbrach der Knechtschaft Bande,

Hob zur Freiheit uns empor!

Früh' erleb' er deutscher Lande,

Deutscher Völker höchsten Flor,

Und vernehme noch am Rande

Später Gruft der Enkel Chor:

Gott erhalte Franz den Kaiser,

Unsern guten Kaiser Franz! 

Gott erhalte Franz den Kaiser,

Unsern guten Kaiser Franz!

## 1835-1848
Tekst door Freiherr von Zedlitz.
Segen Öst'reichs hohem Sohne,

Unserm Kaiser Ferdinand!

Gott von Deinem Wolkenthrone

Blick' erhörend auf dies Land!

Laß Ihn, auf des Lebens Höhen

Hingestellt von Deiner Hand,

Glücklich und beglückend stehen,

Schütze unsern Ferdinand!

Glücklich und beglückend stehen,

Schütze unsern Ferdinand!
Alle Deine Gaben spende

Gnädig Ihm und Seinem Haus';

Alle deine Engel sende,

Herr, auf Seinen Wegen aus!

Gib, daß Recht und Licht und Wahrheit,

Wie sie Ihm im Herzen glüh'n,

Lang' in reiner, ew'ger Klarheit

Noch zu unserm Heile blüh'n!

Lang' in reiner, ew'ger Klarheit

Noch zu unserm Heile blüh'n!
Palmen laß Sein Haupt umkränzen,

Scheuche Krieg und Zwietracht fort;

Laß' Ihn hoch und herrlich glänzen,

Als des Friedens Schirm und Hort!

Laß' Ihn, wenn Gewitter grauen,

Wie ein Sternbild hingestellt,

Tröstend Licht hernieder thauen,

In die sturmbewegte Welt!

Tröstend Licht hernieder thauen,

In die sturmbewegte Welt!
Holde Ruh' und Eintracht walte,

Wo er sanft das Scepter schwingt;

Seines Volkes Liebe halte

Freudig Seinen Thron umringt;

Unaufhörlich festgeschlungen

Bleibe ewig dieses Band!

Rufet "Heil" mit tausend Zungen,

"Heil dem milden Ferdinand!"

Rufet "Heil" mit tausend Zungen,

"Heil dem milden Ferdinand!"

## 1854-heden
Tekst door Johann Gabriel Seil.
Gott erhalte, Gott beschütze

Unsern Kaiser, unser Land!

Mächtig durch des Glaubens Stütze,

Führt er uns mit weiser Hand!

Laßt uns seiner Väter Krone

Schirmen wider jeden Feind!

Innig bleibt mit Habsburgs Throne

Österreichs Geschick vereint!

Innig bleibt mit Habsburgs Throne

Österreichs Geschick vereint!
Fromm und bieder, wahr und offen

Laßt für Recht und Pflicht uns stehn;

Laßt, wenns gilt, mit frohem Hoffen

Mutvoll in den Kampf uns gehn

Eingedenk der Lorbeerreiser

Die das Heer so oft sich wand

Gut und Blut für unsern Kaiser,

Gut und Blut fürs Vaterland!

Gut und Blut für unsern Kaiser,

Gut und Blut fürs Vaterland!
Was der Bürger Fleiß geschaffen

Schütze treu des Kaisers Kraft;

Mit des Geistes heitren Waffen

Siege Kunst und Wissenschaft!

Segen sei dem Land beschieden

Und sein Ruhm dem Segen gleich;

Gottes Sonne strahl' in Frieden

Auf ein glücklich Österreich!

Gottes Sonne strahl' in Frieden

Auf ein glücklich Österreich!
Laßt uns fest zusammenhalten,

In der Eintracht liegt die Macht;

Mit vereinter Kräfte Walten

Wird das Schwere leicht vollbracht,

Laßt uns Eins durch Brüderbande

Gleichem Ziel entgegengehn

Heil dem Kaiser, Heil dem Lande,

Österreich wird ewig stehn!

Heil dem Kaiser, Heil dem Lande,

Österreich wird ewig stehn!
An des Kaisers Seite waltet,

Ihm verwandt durch Stamm und Sinn,

Reich an Reiz, der nie veraltet,

Uns're holde Kaiserin.

Was als Glück zu höchst gepriesen

Ström' auf sie der Himmel aus:

Heil Franz Josef, Heil Elisen,

Segen Habsburgs ganzem Haus!

Heil Franz Josef, Heil Elisen,

Segen Habsburgs ganzem Haus!
Heil auch Öst'reichs Kaisersohne,

Froher Zukunft Unterpfand,

Seiner Eltern Freud' und Wonne,

Rudolf tönt's im ganzen Land,

Unsern Kronprinz Gott behüte,

Segne und beglücke ihn,

Von der ersten Jugendblüthe

Bis in fernste Zeiten hin.

Von der ersten Jugendblüthe

Bis in fernste Zeiten hin.